# Médée (Corneille)

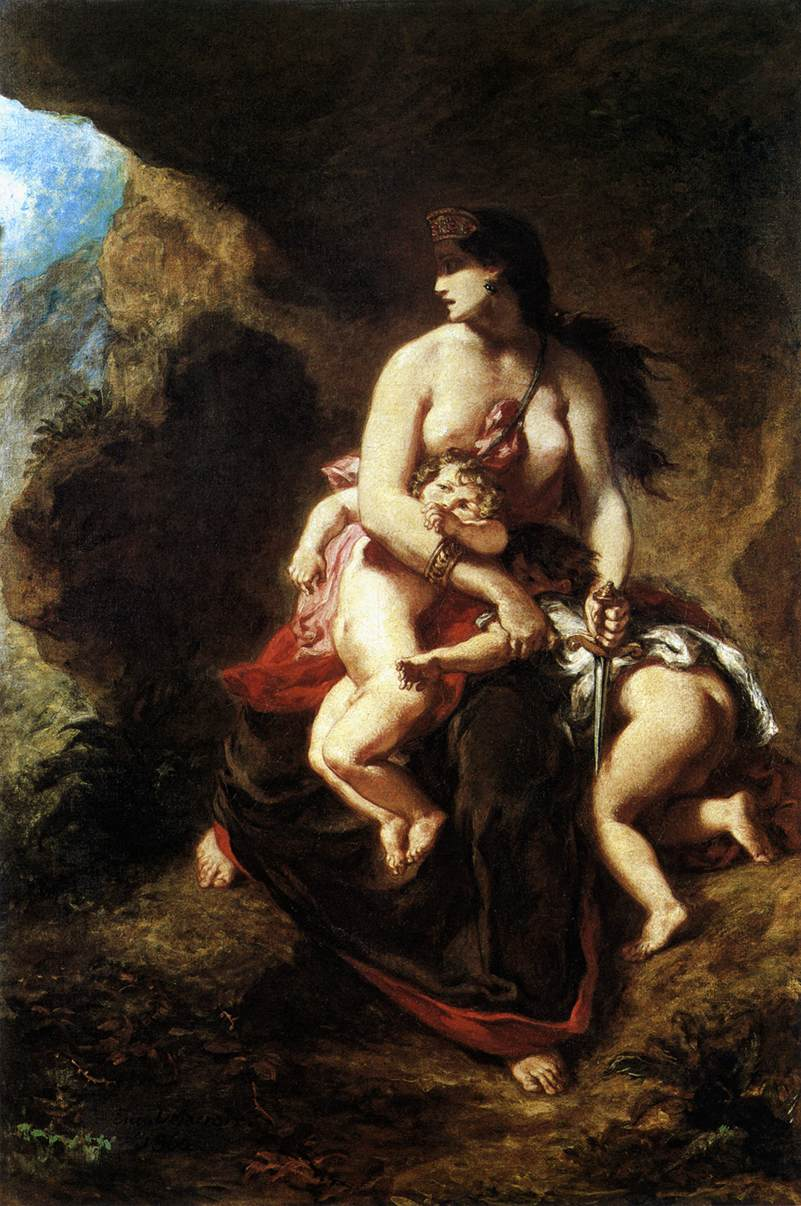
Medea furiosa d'Eugène Delacroix

Médée és una tragèdia en cinc actes, original de Pierre Corneille, estrenada l'any 1635 per la companyia del Théâtre du Marais de París.
L'obra s'inspira amb la peça homònima de Sèneca però aportant-hi nombroses modificacions personals.

## Sinopsi
L'heroïna de la peça és la fetillera Medea qui, repudiada pel seu marit Jasó després d'haver-li infantat dos fills, acompleix la seva venjança tot cremant la nova esposa Creusa i degollant els seus propis infants. l'últim acte acaba amb la fugida de Medea sobre un carro estirat per dos dragons i amb Jasó llevant-se la vida.

## Personatges
- Créon, rei de Corint
- Egée, rei d'Atenes
- Jason, marit de Médée
- Pollux, argonaute, amic de Jason
- Créuse, filla de Créon
- Médée, dona de Jason
- Cléone, institutriu de Créuse
- Nérine, serventa de Médée
- Theudas, criat de Créon
- Tropa de guardes de Créon

L'escena té lloc a Corint.